# Korshinskia olgae
Korshinskia olgae är en växtart i släktet Korshinskia och familjen flockblommiga växter. Den beskrevs av Eduard von Regel och Johannes Theodor Schmalhausen som Physospermum olgae och fick sitt nuvarande namn av Vladimir Ippolitovitj Lipskij.
Arten förekommer i Centralasien.